# Cantone di Aups
Il Cantone di Aups era una divisione amministrativa dell'arrondissement di Brignoles.
È stato soppresso a seguito della riforma complessiva dei cantoni del 2014, che è entrata in vigore con le elezioni dipartimentali del 2015.
Comprendeva i comuni di:
- Aiguines
- Aups
- Baudinard-sur-Verdon
- Bauduen
- Les Salles-sur-Verdon
- Vérignon